# 大谷栄一
大谷 栄一（おおたに えいいち、1968年 - ）は、日本の宗教社会学者。佛教大学教授。

## 略歴
1990年、東洋大学文学部印度哲学科卒業。1999年、東洋大学大学院社会学研究科社会学専攻博士後期課程修了、「近代日本の「国家と宗教」の研究 1880~1920年代の日蓮主義運動の場合」で東洋大学博士（社会学）。1999年、公益財団法人国際宗教研究所研究員。2005年、南山宗教文化研究所研究員。2009年、佛教大学社会学部現代社会学科准教授。2016年より教授。

## 賞歴
- 2001年 - 日本宗教学会賞
- 2002年 - 中村元賞
- 2009年 - 佛教大学学術奨励賞
- 2020年 -立正大学望月学術賞

## 著書
- 『近代日本の日蓮主義運動』法蔵館、2001
- 『近代仏教という視座 戦争・アジア・社会主義』ぺりかん社、2012
- 『日蓮主義とはなんだったのか　近代日本の思想水脈』講談社、2019

## 編著
- 『ともに生きる仏教　お寺の社会活動最前線』ちくま新書、2019

## 共編著
- 『構築される信念 宗教社会学のアクチュアリティを求めて』（川又俊則・菊池裕生との共編著）ハーベスト社、2000
- 『ソシオロジカル・スタディーズ 現代日本社会を分析する』（張江洋直との編著）世界思想社、2007
- 『地域社会をつくる宗教』（藤本頼生との共編著）明石書店、2012
- 『ブッダの変貌　交錯する近代仏教』（末木文美士・林淳・吉永進一との共編著）法蔵館、2014
- 『近代仏教スタディーズ 仏教からみたもうひとつの近代』（吉永進一・近藤俊太郎との共編著）法蔵館、2016
- 『基礎ゼミ 宗教学』（川又俊則・猪瀬優理との共編著）世界思想社、2017
- 『日本宗教史のキーワード 近代主義を超えて』（菊地暁・永岡崇との共編著）慶應義塾大学出版会、2018
- 『日本仏教再入門』（末木文美士・頼住光子との共編著）講談社学術文庫、2024.4